# Birkebeinerrittet

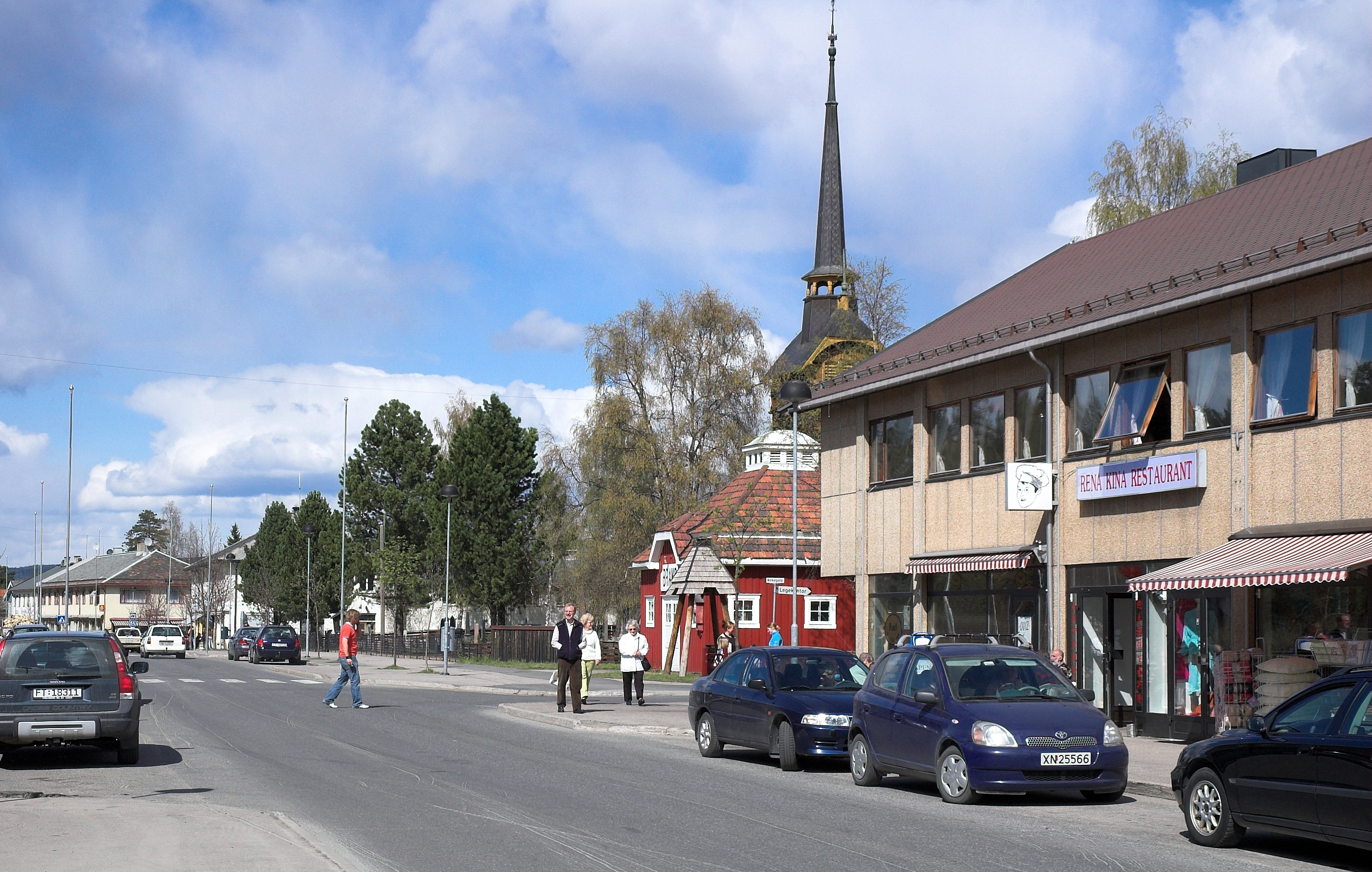
Rena. start závodu

Birkebeinerrittet, lidově nazývaný Birken, je závod horských kol mezi Rena a Håkons Hall v Lillehammeru. Závod míval různou délku: 82 km, 89 km, 94,6 km, 92 km a od roku 2016, 86 km. Trasa vede převážně po cestách s částmi asfaltu a po stezkách. Byl poprvé uspořádán v roce 1993. Je to největší závod horských kol na světě, měřeno počtem účastníků, kterých bývá i přes 17 000. V roce 2009 se přihlásilo 17 164 jezdců a závod jich dokončilo 15 140.

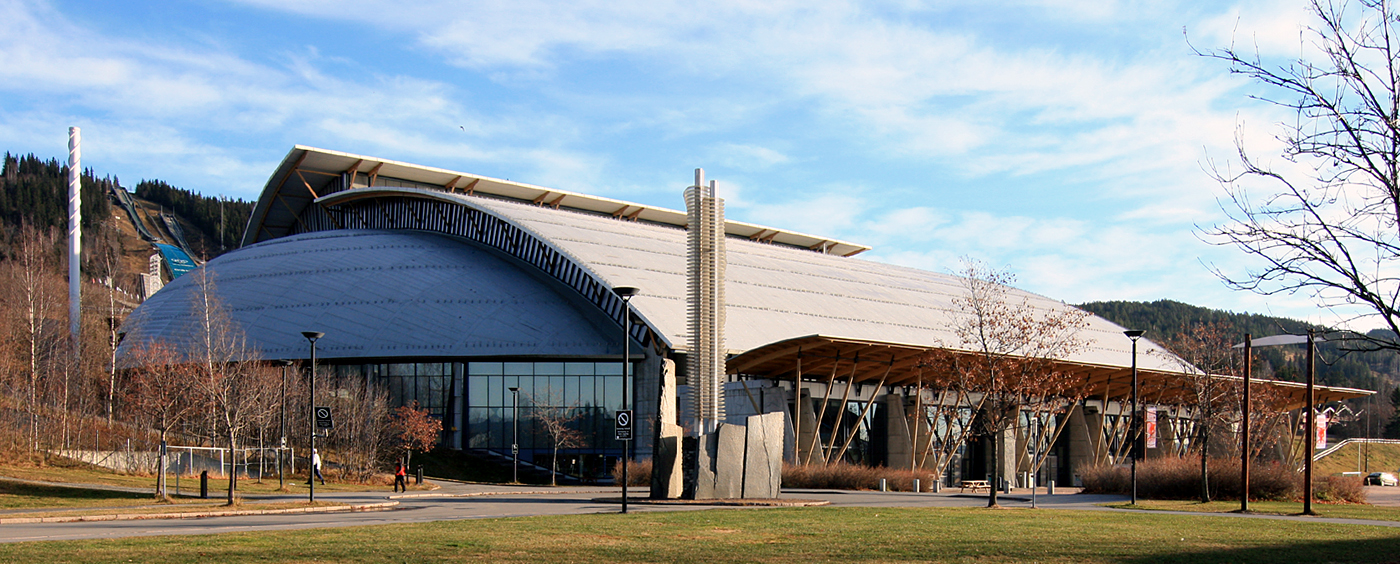
Håkons Hall, cíl závodu

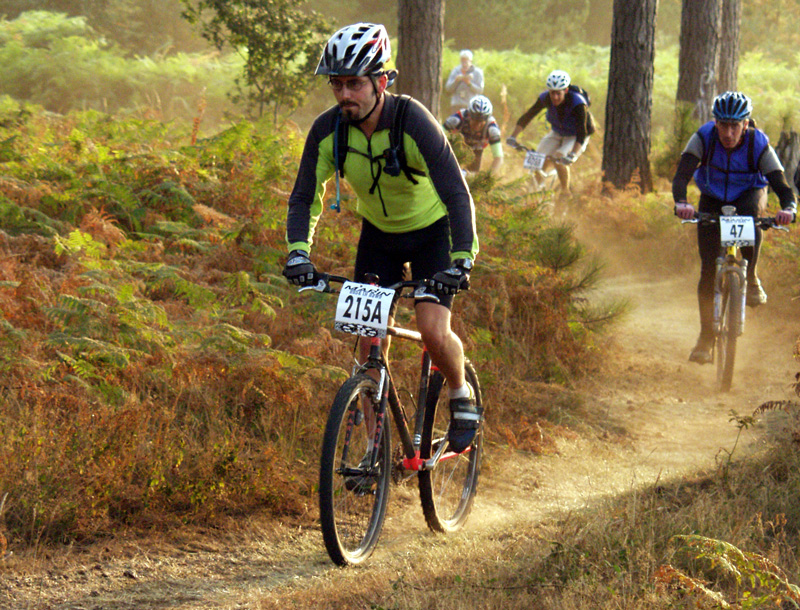
Jízda v terénu

Nápad na cyklistický závod přes hory přišel v letech 1991/1992 od Mortena Østliho, Snorre Moena a Tor Fredriksena. Ti tři vymysleli trasu a 11. září 1993 se nápad stal skutečností. Horská cyklistika se tehdy etablovala mezi začínajícími i aktivními cyklisty. První birkebeinerrittet v roce 1993 shromáždil 1327 účastníků. Zájem o závod každým rokem rostl až do vrcholného roku 2010. Závod měl od samého začátku omezený počet účastníků. Startovní pořadí, rozdělení do skupin, ocenění a výpočet maximálních časů jsou stejné jako na Birkebeinerrennetu.Všichni účastníci musí od startu do cíle nést batoh o hmotnosti alespoň 3,5 kg, což symbolicky odpovídá hmotnosti malého královského syna Håkona Håkonssona, kterého v roce 1205 přes hory nesli dva birkebeineři Torstein Skjevla a Skjervald Skrukka. Batoh musí obsahovat vybavení, které se může cestou přes hory hodit (jídlo, pití, oblečení a další). Účastníci jsou rozděleni do následujících skupin:
- Selve Birkebeinerrittet, Trasa různá, ale od roku 2016, 86 km.

- FredagsBirken (v letech 2008-2016). Trasa byla stejná jako u běžného birkebeinerrittu – 94,6 km se startem v centru Reny a cílem před Håkons Hall v Lillehammeru. FredagsBirken byl založen, protože pravidelný birkebeinerrittet měl se 16 500 účastníky naplněnou registraci.
- HalvBirken (od roku 2015), 41 km.[3]

- UltraBirken sykkel (od roku 2010), 110 km a více než 2 500 metrů převýšení. Trať je delší a technicky náročnější než tradiční birkebeinerrittet.[4]

- UngdomsBirken (od roku 2006) Trať pro 12-14leté je dlouhá 7,5 km a pro 15-16leté 9,5 km. Start a cíl v Håkons Hall, Lillehammer. Účastníci ve věku 12–16 let, Všichni účastníci musí mít batoh o hmotnosti alespoň 1,5 kg.[5]

- BarneBirken sykkel Je určen pro všechny chlapce a dívky ve věku 0-11 let.[6]

V roce 2005 se ve stejný den jako birkebeinerrittet konalo mistrovství světa v maratonu horských kol UCI. V roce 2010 byl poprvé uspořádán UltraBirken, závod na 110 kilometrů s techničtější a náročnější tratí než Birkebeinerrittet.
Novinkou roku 2017 je, že cyklistické závody HalvBirken, UltraBirken a Birkebeinerrittet se konají ve stejný den.